# Snilsäpple
Snilsäpple är en äppelsort av svenskt ursprung. Skalet är ljust och glänsande och köttet på detta äpple har en syrlig smak. Snilsäpple mognar i september och passar bra i köket. I Sverige odlas Snilsäpple gynnsammast i zon 1-5.